# Іменево (Батиревський район)
Іме́нево (рос. Именево, чув. Именкасси) — присілок у складі Батиревського району Чувашії, Росія. Входить до складу Бікшицького сільського поселення.
Населення — 389 осіб (2010; 413 у 2002).
Національний склад:
- чуваші — 79 %